# Megastigmus thyoides
Megastigmus thyoides is een vliesvleugelig insect uit de familie Torymidae. De wetenschappelijke naam is voor het eerst geldig gepubliceerd in 1997 door Kamijo.